# Jacques Famery
Jacques Famery né le 30 juillet 1923 à Vernon, et mort le 18 janvier 2014 dans le 15e arrondissement de Paris, est un acteur français.

## Biographie
Une partie de la carrière de Jacques Famery, acteur et chanteur, s'est déroulée au Québec où il a séjourné de 1970 à 1977.

## Filmographie partielle

### Cinéma
- J'ai dix-sept ans d'André Berthomieu
- 1946 : Fils de France de Pierre Blondy
- 1947 : Bichon de René Jayet
- 1948 : Les souvenirs ne sont pas à vendre de Robert Hennion
- 1949 : Les Vagabonds du rêve de Charles-Félix Tavano
- 1949 : Menace de mort de Raymond Leboursier
- 1951 : Bibi Fricotin de Marcel Blistène
- 1952 : Cet âge est sans pitié de Marcel Blistène
- 1952 : Cet âge est sans pitié de Marcel Blistène
- 1953 : Puccini de Carmine Gallone
- 1956 : Ce soir les jupons volent de Dimitri Kirsanoff
- 1961 : Le Sahara brûle de Michel Gast
- 1964 : Le Gendarme de Saint-Tropez de Jean Girault
- 1967 : Les Grandes Vacances de Jean Girault
- 1971 : Les Chats bottés de Claude Fournier
- 1975 : Pousse mais pousse égal de Denis Héroux
- 1976 : La Petite Fille au bout du chemin de Nicolas Gessner
- 1976 : Parlez-nous d'amour de Jean-Claude Lord
- 1977 : Ti-mine, Bernie pis la gang... de Marcel Carrière
- 1982 : Enigma de Jeannot Szwarc
- 1985 : Les Rois du gag de Claude Zidi
- 1987 : Lévy et Goliath de Gérard Oury
- 1993 : La Soif de l'or de Gérard Oury

## Doublage

### Cinéma

#### Films
- 1999 : Galaxy Quest : Lahnk (Rainn Wilson)